# Autoportret z doktorem Arrietą
Autoportret z doktorem Arrietą (hiszp. Goya atendido por el doctor Arrieta) – obraz olejny hiszpańskiego malarza Francisca Goi znajdujący się w zbiorach Minneapolis Institute of Art.
Podczas swojego długiego życia Goya wykonał wiele autoportretów – przynajmniej piętnaście jest uznawanych za autorskie, w sumie jest ich ponad trzydzieści. Używał różnych technik: malarstwa, grawerstwa i rysunku. Przedstawiał się także na różne sposoby, np. klasycznie przed sztalugami z atrybutami malarza: Autoportret w pracowni i na wzór Velázqueza i jego Panien dworskich ze swoimi ważnymi klientami: Rodzina Karola IV, Rodzina infanta don Luisa czy Hrabia Floridablanca. Pojawia się także w scenie religijnej Kazanie świętego Bernardyna ze Sieny przed Alfonsem Aragońskim, rodzajowej La novillada (Walka młodych byków), na rysunku ze swoją muzą księżną Albą czy na Autoportrecie z doktorem Arrietą namalowanym jako wotum dziękczynne. Istnieje również kilka podobizn Goi wykonanych przez innych artystów, m.in. przez Vicentego Lópeza (Portret Goi w wieku osiemdziesięciu lat).

## Okoliczności powstania
To dzieło pochodzi z późnego okresu w malarstwie Goi, jest ostatnim znanym autoportretem artysty. Obraz powstał w 1820 roku, krótko po tym jak Goya przeprowadził się do posiadłości nazywanej Domem Głuchego znajdującej się na obrzeżach Madrytu. W tym czasie Goya miał już 74 lata, był schorowany, niedowidział i niemal kompletnie ogłuchł. Przebyte choroby, które zagrażały jego życiu wywołały u niego zainteresowanie starością i własną śmiertelnością. Goya cierpiał również duchowo – przeżywał głębokie rozgoryczenie związane z polityczną sytuacją kraju, która wywołała bratobójczą walkę pomiędzy Hiszpanami.
W listopadzie 1819 roku przeżył atak ciężkiej choroby, która raczej nie była nawrotem dolegliwości z 1792 roku. Stan chorego nie pozostawiał złudzeń; Goya był bliski śmierci. W tym czasie opiekował się nim jego przyjaciel, lekarz Eugenio García Arrieta, specjalista od chorób zakaźnych. Najprawdopodobniej w dowód wdzięczności za opiekę i uratowanie mu życia, Goya uwiecznił Arrietę na wspólnym portrecie, który następnie podarował lekarzowi. Wielu krytyków uważa, że pod wpływem przebytej choroby Goya rozpoczął pracę nad cyklem czternastu mrocznych czarnych obrazów.

## Analiza
Na obrazie doktor Arrieta podtrzymuje chorego, niemal umierającego Goyę podając mu do wypicia lekarstwo. W tle widać trzy kobiece twarze. W dolnej części obrazu widnieje uważana za autograf Goi długa inskrypcja: Goya z podziękowaniem dla swojego przyjaciela Arriety za jego umiejętności i wielką troskę, jaką okazał ratując mu życie podczas ostrej i niebezpiecznej choroby, na którą zapadł pod koniec 1819 roku w wieku siedemdziesięciu trzech lat. Namalował ten obraz w 1820 roku. Podobne napisy umieszczano przy wotach dziękczynnych dla Najświętszej Marii Panny.
Obraz można również interpretować jako laicką pietę: na miejscu Jezusa znajduje się konający Goya, a lekarz jest jego aniołem stróżem. Znajdujące się w tle trzy postacie są interpretowane na wiele sposobów. Uważane są za Parki, które decydują o losie artysty. Jedną z nich interpretuje się także jako Leokadię Weiss – kochankę Goi, która mieszkała z artystą w Domu Głuchego. Ponieważ jedna z postaci trzyma kielich, jest uważana za duchownego, a w tym wypadku pozostałe dwie postacie to pomocnicy lub ministranci. Te postacie mogą również reprezentować śmierć – w tym wypadku doktor Arrieta osłania Goyę od śmierci wyciągając go z ciemności ku światłu.
Goya poświęcił wiele uwagi rysom twarzy przedstawionych postaci. Sportretował się z lekko otwartymi ustami, błędnym spojrzeniem, o aspekcie osłabionego, niemal umierającego człowieka. Rozgorączkowany chwyta się pościeli, która go okrywa. Przy użyciu światła zaznaczył różnice w wyglądzie chorego i lekarza – cera Goi jest blada i ziemista, podczas gdy twarz doktora ma więcej koloru, przez co wygląda na zdrową. Na pierwszy plan wychodzi również humanizm i oddanie lekarza. Podaje choremu lekarstwo, ale ważniejszy wydaje się sposób, w jaki go obejmuje roztaczając nad nim opiekę. Biała koszula Goi (którą zakłada się zmarłemu) nadaje całej sytuacji dramatyzmu, użycie światła przypomina techniki malarskie Rembrandta.
Obraz odzwierciedla charakterystyczny dla XIX wieku i burżuazji motyw podziwu dla nauki. Nie ma w tym przypadku cudownej interwencji czy cudu, jak w religii chrześcijańskiej, lecz oparte na wiedzy i medycynie działania doktora Arriety. Goya porzuca popularną satyrę na nieudolnych lekarzy, którą sam praktykował w swoich rycinach. W ten sposób oddala się od konwencji malarstwa religijnego i akademickiego z XVIII wieku, inaugurując sztukę nowoczesną.
Istnieją dwie kopie tego obrazu wykonane przez ucznia Goi, Asensio Julià.